# Ramazan Demir
Ramazan Demir (ur. 27 sierpnia 1977) – turecki zapaśnik walczący w stylu wolnym. Zajął ósme miejsce na mistrzostwach świata w 2003. Czwarty na mistrzostwach Europy w 2003 i piąty w 2004. Brązowy medalista igrzysk śródziemnomorskich w 2005. Drugi na uniwersyteckich MŚ w 2000. Wicemistrz wojskowych MŚ w 2003. Mistrz świata juniorów w 1997 roku.